# Symplocos fuliginosa
Symplocos fuliginosa là một loài thực vật có hoa trong họ Dung. Loài này được B. Ståhl miêu tả khoa học đầu tiên năm 1991.